# Пърнек
Пърнек (на словенски: Prnek) е село в Словения, Савински регион, община Рогашка Слатина. Според Националната статистическа служба на Република Словения през 2002 г. селото има 96 жители.